# Rhinocéros noir d'Afrique de l'Ouest
Diceros bicornis longipes
Sous-espèce
Statut de conservation UICN

 EX A2abc : Éteint
Le rhinocéros noir d’Afrique de l’Ouest (Diceros bicornis longipes) est une des quatre sous-espèces de rhinocéros noir. Le 11 novembre 2011, elle est annoncée éteinte par l'UICN,. 
Cette sous-espèce, originaire des savanes au Sud-Est du Sahel, n'était plus représentée que par une poignée d'individus, moins d'une dizaine, localisés dans le Nord du Cameroun.

## Taxonomie
Cette sous-espèce a été nommée Diceros bicornis longipes par Ludwig Zukowsky en 1949. Le mot « longipes » est d'origine latine signifiant longus (loing et long) et pēs (pied). Il s'agit de la longue distance du membre distal de la sous-espèce, l'une des nombreuses caractéristiques spéciales de la sous-espèce. Cette sous-espèce avait aussi des cornes à base carrée. La première prémolaire mandibulaire est conservée chez les adultes. Le simple crochet formé de la prémolaire maxillaire et les prémolaires possédant généralement une crista.
Le rhinocéros noir d'Afrique de l'Ouest a été découvert pour la première fois dans le Sud-Ouest du Tchad, la République centrafricaine (RCA), le Nord du Cameroun et le Nord-Est du Nigeria.
Cette sous-espèce fait partie des trois premières sous-espèces historiques éteintes du rhinocéros noir. Les deux autres étant le Rhinocéros noir du Sud et le rhinocéros noir du Nord-Est.

## Description
Cette sous-espèce mesurait de 3 à 3,75 m de long, avait une hauteur de 1,4 à 1,8 m et elle pesait de 800 à 1 400 kg. La sous-espèce possédait deux cornes (comme tous les autres rhinocéros d'Afrique). La première corne mesurait de 0,5 à 1,4 m et la seconde de 2 à 55 cm. Comme tous les rhinocéros noirs, les rhinocéros d'Afrique de l'Ouest étaient des navigateurs, leur régime alimentaire commun comprenait des plantes à feuilles et des pousses autour de leur habitat. Le matin ou le soir, ils cherchaient de la nourriture. Durant les périodes les plus chaudes de la journée, ils dormaient ou ils se vautraient. Ils habitaient dans une grande partie de l'Afrique subsaharienne. Cette sous-espèce comme ses cousins ont été victimes du braconnage en raison de leurs cornes utilisées dans la médecine traditionnelle chinoise. Comme la plupart des rhinocéros noirs, ils auraient été myopes et compteraient souvent sur des oiseaux locaux, tels que le pic à bec rouge, pour les aider à détecter les menaces entrantes.

## Distribution et habitat
Les rhinocéros noirs étaient le plus souvent localisés dans plusieurs pays vers les régions du Sud-Est du continent africain. Les pays d'origines des Rhinocéros noirs étaient l'Angola, le Kenya, le Mozambique, la Namibie, l'Afrique du Sud, la république unie de Tanzanie, le Zimbabwe, l'Éthiopie, le Cameroun, le Tchad, le Rwanda, le Botswana, le Malawi, le Swaziland et la Zambie. Plusieurs sous-espèces ont été trouvées dans les pays occidentaux et méridionaux de la Tanzanie en passant par la Zambie, le Zimbabwe et le Mozambique, dans les parties Nord et Nord-Ouest et Nord-Est de l'Afrique du Sud. La population la plus importante du rhinocéros noir a été trouvée en Afrique du Sud et au Zimbabwe, avec une population plus petite dans le Sud de la Tanzanie. La population du rhinocéros noir de l'Ouest a été enregistrée pour la dernière fois au Nord du Cameroun, mais est maintenant considérée comme éteinte. Cependant, d'autres sous-espèces ont été réintroduites au Botswana, au Malawi, au Swaziland et en Zambie

## Population et déclin
- XXe siècle : 850 000 individus.
- 1980 : population d'environ 100 individus.
- 1988 : 20 à 30 spécimens gardés pour des programmes de reproduction.
- 2000 : population d'environ 10 individus.
- 2001 : population d'environ 5 individus.
- 2006 : dernière apparition confirmée d'un spécimen[11].

Durant le début du XXe siècle, le rhinocéros noir de l'Ouest a été fortement chassé, mais sa population a augmenté dans les années 1930 après que des mesures de conservation ont été prises. Les efforts de protection de la sous-espèce ont diminué au fil des années, causant l'augmentation du braconnage. En 1980, la population de la sous-espèce se comptait par centaines d'individus. Aucun spécimen a été détenu en captivité, cependant, en 1988, on pensait qu'environ 20 à 30 spécimens étaient gardés pour des programmes de reproduction si nécessaire. Le braconnage a continué et en 2000, seulement une dizaine de spécimens étaient encore vivants. En 2001, il y en avait environ plus que cinq. En 2004, on croyait qu'une trentaine d'individus subsistait encore sur Terre, cependant ses données ce sont avérés êtres falsifiées.
Le rhinocéros noir de l'Ouest a émergé il y a environ 7 à 8 millions d'années. Pendant une grande partie du XXe siècle, il s'agissait de la sous-espèce de rhinocéros noir ayant la population la plus élevée avec près de 850 000 individus. Entre 1970 et 1992, la population du rhinocéros noirs a eu un déclin de 96 % (y compris le rhinocéros noir de l'Ouest). Le braconnage et la chasse sont les causes principales de la disparition de la sous-espèce. Des agriculteurs tuaient aussi des Rhinocéros pour défendre leurs cultures dans les zones proches des territoires des rhinocéros,.
Le rhinocéros noir de l'Ouest a été déclaré officiellement éteint par l'UICN le 11 novembre 2011. La dernière observation confirmée remonte en 2006 dans la province du Nord du Cameroun.
En 2006, durant six mois, l'ONG Symbiose et les vétérinaires Isabelle et Jean-François Lagrot accompagnés de leurs équipes locales ont examiné la répartition géographique principale du rhinocéros noir de l'Ouest dans la province du Nord du Cameroun pour évaluer l'état de la dernière population de la sous-espèce. Pour cette expérience, 2 500 km d'efforts de patrouille n'ont entraîné aucun signe de présence de Rhinocéros sur une période de six mois. Les équipes avaient conclu que la sous-espèce était éteinte environ cinq ans avant qu'il ne soit officiellement déclaré ainsi par l'UICN.

## Tentatives de conservations
Il y a eu de nombreuses tentatives pour faire revivre les rhinocéros noirs de l'Ouest et les rhinocéros blancs du Nord. Le sperme du rhinocéros a été conservé afin de fertiliser artificiellement les femelles pour produire une progéniture. Bien que certaines tentatives aient réussi, la plupart des expériences ont échoué pour différentes raisons, notamment le stress et la réduction du temps passé dans la nature. 
En 1999, le WWF a publié un rapport intitulé « African Rhino : Status Survey and Conservation Action Plan ». Ce rapport recommandait que tous les spécimens survivants du rhinocéros noir de l'Ouest soient capturés et placés dans une région spécifique du Cameroun moderne, afin de faciliter la surveillance et de réduire les taux d'attaque des braconniers. Cependant, cette expérience a échoué en raison des corruptions. Il a exigé une grande somme d'argent et le risque d'échec était très élevé. 
Malgré leur conservation dans des parcs nationaux conservateurs, les rhinocéros noirs de l'Ouest n'ont pas réussi à échapper à l'extinction. Le WWF se concentre sur des réseaux de collecte de renseignements mieux intégrés sur le braconnage et le commerce des rhinocéros, davantage de patrouilles anti-braconnage et des agents chargés de l'application des lois sur la conservation mieux équipés. Le WWF met en place une base de données sur les rhinocéros à l'échelle de l'Afrique en utilisant l'analyse ADN de la corne de rhinocéros (RhoDIS), qui contribue aux enquêtes médico-légales sur les lieux du crime et aux preuves judiciaires pour renforcer considérablement les poursuites. Le WWF soutient une formation accréditée dans les cours sur l'environnement et la criminalité, dont certains ont été adoptés par le South Africa Wildlife College.

## Médecine traditionnelle chinoise
Durant les années 1950, Mao Zedong (président du parti communiste chinois) a efficacement encouragé la médecine traditionnelle chinoise dans une tentative de contrer les influences occidentales. En tentant de moderniser cette industrie, plusieurs espèces ont été chassées. Selon les données officielles publiées par la SATCM, 11 146 espèces botaniques (les plantes) et 1 581 espèces zoologiques (les animaux), ainsi que 80 minéraux ont été utilisés. Le rhinocéros noir de l'Ouest été chassé en raison de la valeur de sa corne (tout comme toutes les espèces de rhinocéros aux mondes), qui aurait le pouvoir de guérir des maladies spécifiques et d'être efficace pour détecter les poisons (en raison de sa forte teneur alcaline). Le prix des cornes des Rhinocéros sont très élevés. Par exemple, 1 kg de corne pourrait coûter plus de 50 000 $, en plus de cela, la raréfaction de l'espèce augmentait la valeur de sa corne.
Le braconnage, ainsi que le manque d'efforts de conservation de l'UICN, ont contribué à l'extinction de la sous-espèce.

## Autres utilisations des cornes
Les cornes des rhinocéros (dont le rhinocéros noir de l'Ouest) n'ont pas été utilisées seulement pour la médecine traditionnelle chinoise, mais aussi pour la fabrication des manches de couteau de cérémonie appelés « Janbiya ». Les types de poignées du nom de « saifani » utilisaient aussi des cornes de rhinocéros comme matériau, il était aussi un symbole de richesse à cause de sa valeur dans le marché noir.
À l'époque moderne, les cornes d'autres espèces de rhinocéros sont très précieuses et peuvent coûter jusqu'à 100 000 $ par kg dans des endroits très demandés (comme le Viêt Nam). Une corne de taille moyenne peut peser de 1 à 3 kg. De nombreux médecins vietnamiens affirment que les cornes des rhinocéros guérissent des maladies tels que le cancer. Cependant, aucune preuve scientifique ne le prouve.